# Jurka
Jurka je žensko osebno ime.

## Izvor imena
Ime Jurka je ženska oblika moškega osebnega imena Jurij.

## Pogostost imena
Po podatkih Statističnega urada Republike Slovenije je bilo na dan 31. decembra 2007 v Sloveniji število ženskih oseb z imenom Jurka: 41.